# پلیس آسمانی
پلیس آسمانی یک مجموعه نمایشی تلویزیونی محصول سال ۱۳۸۱–۱۳۸۰ به کارگردانی فرشته صدرعرفایی، نویسندگی کامبوزیا پرتوی و تهیه‌کنندگی سازمان سینمایی سبحان می‌باشد که از برنامه کودک و نوجوان شبکه ۲ پخش شد. این مجموعه در ۵۲ قسمت ۳۰ دقیقه‌ای تهیه شد.
پلیس آسمانی داستان پلیس مهربان و وظیفه‌شناسی را روایت می‌کند که در محله‌ای مشغول زندگی و خدمت است و با بچه‌های آن محله ارتباط صمیمی و دوستانه‌ای دارد در این محله عروسک‌هایی نیز حضور دارند که گاه شخصیت‌های منفی داستان هستند و همواره سعی دارند به هر طریقی، بچه‌های محله را به سوی اعمال خلاف بکشانند. اما هر بار «پلیس آسمانی» به نوعی وارد ماجرا می‌شود و ضمن هدایت بچه‌ها، آن‌ها را از مهلکه اعمال ناشایست و خلاف نجات می‌دهد.

## بازیگران
- رضا فیض نوروزی
- رامین ناصرنصیر
- سعید آقاخانی
- اسماعیل پوررضا
- فلامک جنیدی
- سامان البرزی
- کسری پرتوی
- عرفان چهارراهی
- حمیدرضا ابراهیمی
- دریا لطافت
- عسل احمدی

گوینده عروسک‌ها
- بهمن مفید
- شادی پورمهدی